# Campyloneurum amazonense
Campyloneurum amazonense är en stensöteväxtart som beskrevs av B.León. Campyloneurum amazonense ingår i släktet Campyloneurum och familjen Polypodiaceae. Inga underarter finns listade.